# 淺瀬川健次
淺瀬川 健次（あさせがわ けんじ、1942年5月4日 - 2017年9月22日）は、大阪府大阪市浪速区（出生地は同府河内長野市）出身で伊勢ヶ濱部屋（入門時は荒磯部屋）に所属した大相撲力士。本名は亀山 健治（かめやま けんじ）。現役時代の体格は身長177cm、体重139kg。最高位は東前頭筆頭（1965年1月場所、1966年5月場所）。得意手は左四つ、寄り。

## 来歴・人物
1942年、現在の大阪府河内長野市にて誕生。実家は、大阪市内で食堂を営んでおり、健治はそんな家庭の次男坊であった。
中学校在学中、体が大きいことを聞きつけた元小結・若瀬川の熱心な説得を受けて、荒磯部屋への入門を決めた。1957年5月場所にて、当時存在した自費養成力士制度を利用して15歳で初土俵。当初の四股名は、本名と同じ「亀山」であった。
「若乃峯」を名乗って三段目にいた頃に成績不振を理由に廃業を決意し、理髪学校を卒業したばかりの弟に頼んで丁髷を落としてしまったこともあったが、浅香山親方（元・若瀬川）が必死に説得し思い止まった。なお「淺瀬川」の四股名は、浅香山の名跡と、彼の現役当時の四股名に因んだものである。
その後は幕下優勝するなど順調に出世して、1962年11月場所で十両昇進。1964年3月、地元・大阪場所に於いて玉乃島（のちの横綱・玉の海）とともに新入幕を果たした。
新入幕の場所は6勝9敗と負け越しに終わり、1場所で十両に陥落したが、翌5月場所で十両優勝を遂げ1場所で幕内に戻った。
その後は幕内上位に定着し、重い腰で寄る相撲でしばしば大物を食ってファンを沸かせた。大関・北葉山には4勝2敗と勝ち越している。大阪市内の出とあって出身地・浪速区の大阪府立体育会館で行われる3月場所での人気は特に高く、1967年3月場所は5日目に横綱・大鵬を6回目の挑戦で初めて寄り切りで破り連勝を34で止める金星を挙げた時は、興奮の余り父親が実家から支度部屋へ祝福に駆けつけるほど大変な騒ぎになったという。
ところが、こうした活躍にもかかわらず三役には縁が無かった。特に、1964年11月場所では東前頭2枚目で横綱・柏戸を破り8勝7敗と勝ち越したものの、翌場所では東3枚目で9勝6敗の成績を挙げた青ノ里が小結に昇進。同じ東2枚目でまたも柏戸を破り、8勝7敗と勝ち越して唯一の三賞となる技能賞を受賞した1966年3月場所でも、西3枚目にいた同部屋の先輩・清國が9勝6敗の成績で翌場所小結に昇進した。この両場所とも関脇・小結の4人中3人が負け越しを記録しており、淺瀬川は三役昇進の最大のチャンスだったにもかかわらず不運に泣いたといえる。なお、淺瀬川はいずれも次の場所では東前頭筆頭に留められて1965年1月場所では4勝11敗と大敗、1966年5月場所では右膝靱帯を痛め途中休場してしまった。
その後左目に虫が寄生するという奇病（左眼慢性化膿症）に罹り幕下にまで下がったものの、1968年1月場所では7戦全勝で幕下優勝を果たし、同年7月場所で約1年ぶりに幕内に返り咲き鮮やかなカムバックを見せた。直後は十両との往復が続いたが、1969年9月場所では再び幕内上位（西前頭2枚目）まで番付を戻し、大関・北の富士を破っている。同年7月場所の千秋楽では、大関・清國の優勝パレードで旗手を務めた。
1970年9月場所以降は幕内に戻ることなく、1971年5月場所、東十両9枚目で2勝13敗と大敗し次場所での幕下陥落が決定的になったことを受けて同場所を以って引退した。
引退後は年寄・浦風を襲名したが、1975年1月場所限りで廃業。
その後は東京都文京区本郷で、相撲料理店「ちゃんこ 浅瀬川」を経営していた。
2017年9月22日、心不全のため埼玉県狭山市内で逝去。75歳没。
次男の剛也（たかや、1978年5月生まれ）が1994年に、同門（立浪・伊勢ヶ濱連合）の朝日山部屋へ入門。入門当時の『大相撲中継』の新弟子名鑑では、「父の最高位は前頭筆頭で終わったので、自分は一枚上（小結）を目指したい」と決意を語っていた。しかし、関取どころか、幕下にも上がれず最高位は三段目14枚目に留まり2006年1月場所限りで引退した。そんな次男であったが、読みは父親と全く同じ「浅瀬川」の四股名を継いでいた。
ユーモア溢れる人柄で知られ、先述の目の病で入院した時も「目の中に虫を飼うなんて、全く虫の好かん話だ」「二重まぶたの整形手術なんだよ」などとジョークを飛ばしては周囲の笑いを誘ったという。

### 引退相撲
引退相撲は1971年10月3日に蔵前国技館にて行われたが、ここで土俵入りを披露した横綱・玉の海正洋はその8日後に急逝し、これが生前、彼が公の場に姿を見せた最後の場所となった。
なお、その時の断髪式で切り落とした髷は、現在「ちゃんこ 浅瀬川」の店内に飾られている。

## 主な成績・記録
- 通算成績：493勝471敗34休　勝率.511
- 幕内成績：188勝236敗11休　勝率.443
- 現役在位：84場所
- 幕内在位：29場所
- 三賞：1回
  - 技能賞：1回（1966年3月場所）
- 金星：4個（柏戸2個、佐田の山1個、大鵬1個）
- 各段優勝
  - 十両優勝：2回（1964年5月場所、1969年3月場所）
  - 幕下優勝：2回（1962年5月場所、1968年1月場所）

### 場所別成績
| | 一月場所 初場所（東京） | 三月場所 春場所（大阪） | 五月場所 夏場所（東京） | 七月場所 名古屋場所（愛知） | 九月場所 秋場所（東京） | 十一月場所 九州場所（福岡） |
| --- | ----------------------- | ----------------------- | ----------------------- | --------------------------- | ----------------------- | --------------------------- |
| 1957年 （昭和32年） | x                       | x                       | （前相撲）              | x                           | 西序ノ口11枚目 5–3      | 東序二段87枚目 5–3          |
| 1958年 （昭和33年） | 東序二段62枚目 5–3      | 西序二段43枚目 5–3      | 東序二段17枚目 4–4      | 西序二段14枚目 2–6          | 西序二段26枚目 5–3      | 東序二段筆頭 4–4            |
| 1959年 （昭和34年） | 西三段目104枚目 4–4     | 西三段目93枚目 0–0–8    | 西序二段14枚目 5–3      | 西三段目100枚目 6–2         | 東三段目78枚目 6–2      | 西三段目45枚目 6–2          |
| 1960年 （昭和35年） | 西三段目17枚目 3–5      | 西三段目19枚目 6–2      | 東幕下81枚目 3–5        | 西三段目筆頭 2–5            | 東三段目16枚目 2–5      | 東三段目32枚目 5–2          |
| 1961年 （昭和36年） | 東三段目14枚目 4–3      | 東三段目5枚目 6–1       | 東幕下56枚目 3–4        | 西幕下63枚目 2–5            | 西幕下74枚目 3–4        | 西幕下79枚目 2–5            |
| 1962年 （昭和37年） | 西三段目8枚目 6–1       | 東幕下36枚目 5–2        | 東幕下47枚目 優勝 7–0   | 東幕下4枚目 6–1             | 西幕下筆頭 4–3          | 西十両18枚目 8–7            |
| 1963年 （昭和38年） | 東十両12枚目 8–7        | 東十両7枚目 4–11        | 西十両15枚目 11–4       | 西十両8枚目 12–3            | 東十両2枚目 5–10        | 西十両6枚目 9–6             |
| 1964年 （昭和39年） | 東十両筆頭 10–5         | 西前頭14枚目 6–9        | 西十両3枚目 優勝 12–3   | 西前頭13枚目 10–5           | 東前頭6枚目 9–6         | 東前頭2枚目 8–7 ★           |
| 1965年 （昭和40年） | 東前頭筆頭 4–11         | 東前頭6枚目 9–6         | 東前頭2枚目 6–9         | 東前頭4枚目 8–7             | 西前頭3枚目 4–11        | 東前頭9枚目 9–6             |
| 1966年 （昭和41年） | 西前頭4枚目 9–6 ★       | 東前頭2枚目 8–7 技★     | 東前頭筆頭 0–4–11       | 西前頭11枚目 10–5           | 東前頭4枚目 3–12        | 西前頭9枚目 7–8             |
| 1967年 （昭和42年） | 東前頭11枚目 11–4       | 東前頭3枚目 6–9 ★       | 西前頭6枚目 1–14        | 西十両筆頭 6–9              | 東十両4枚目 休場 0–0–15 | 東幕下筆頭 1–6              |
| 1968年 （昭和43年） | 西幕下19枚目 優勝 7–0   | 西十両11枚目 10–5       | 東十両4枚目 12–3        | 東前頭10枚目 6–9            | 東十両筆頭 10–5         | 東前頭11枚目 2–13           |
| 1969年 （昭和44年） | 東十両7枚目 9–6         | 東十両3枚目 優勝 12–3   | 東前頭10枚目 8–7        | 東前頭8枚目 9–6             | 西前頭2枚目 3–12        | 東前頭9枚目 8–7             |
| 1970年 （昭和45年） | 西前頭4枚目 6–9         | 西前頭6枚目 9–6         | 東前頭3枚目 2–13        | 東前頭12枚目 7–8            | 西十両筆頭 5–10         | 西十両6枚目 5–10            |
| 1971年 （昭和46年） | 西十両12枚目 9–6        | 東十両8枚目 7–8         | 東十両9枚目 引退 2–13–0 | x                           | x                       | x                           |
| 各欄の数字は、「勝ち-負け-休場」を示す。 優勝 引退 休場 十両 幕下 三賞：敢=敢闘賞、殊=殊勲賞、技=技能賞 その他：★=金星 番付階級：幕内 - 十両 - 幕下 - 三段目 - 序二段 - 序ノ口 幕内序列：横綱 - 大関 - 関脇 - 小結 - 前頭（「#数字」は各位内の序列） |                         |                         |                         |                             |                         |                             |

### 幕内対戦成績
| 力士名 | 勝数 | 負数 | 力士名   | 勝数 | 負数 | 力士名   | 勝数 | 負数 | 力士名   | 勝数 | 負数 |
| ------ | ---- | ---- | -------- | ---- | ---- | -------- | ---- | ---- | -------- | ---- | ---- |
| 青ノ里 | 7    | 5    | 朝登     | 1    | 1    | 旭國     | 4    | 1    | 天津風   | 1    | 0    |
| 荒波   | 3    | 0    | 岩風     | 1    | 0    | 宇多川   | 0    | 1    | 追風山   | 2    | 0    |
| 扇山   | 0    | 2    | 大位山   | 1    | 0    | 小城ノ花 | 0    | 2    | 魁罡     | 1    | 2    |
| 海乃山 | 5    | 6    | 柏戸     | 2    | 3    | 金乃花   | 2    | 2    | 北ノ國   | 3    | 0    |
| 北の花 | 0    | 2    | 北の富士 | 2    | 8    | 北葉山   | 4    | 2    | 君錦     | 2    | 1    |
| 黒姫山 | 1    | 3    | 高鉄山   | 3    | 3    | 琴櫻     | 1    | 9    | 佐田の山 | 1    | 8    |
| 沢光   | 2    | 0    | 錦洋     | 3    | 0    | 大麒麟   | 3    | 1    | 大豪     | 6    | 6    |
| 大心   | 4    | 0    | 大雪     | 1    | 1    | 大鵬     | 1    | 7    | 大文字   | 1    | 1    |
| 大雄   | 4    | 7    | 大竜川   | 4    | 0    | 花田     | 0    | 1    | 高見山   | 3    | 1    |
| 玉乃島 | 4    | 9(1) | 常錦     | 2    | 0    | 時葉山   | 1    | 4    | 栃東     | 1    | 4    |
| 栃勇   | 1    | 1    | 栃王山   | 4    | 7    | 栃ノ海   | 0    | 4    | 栃光     | 2(1) | 3    |
| 栃富士 | 1    | 1    | 豊國     | 5    | 2    | 戸田     | 3    | 6    | 羽黒山   | 3    | 0    |
| 長谷川 | 3    | 2    | 花光     | 5    | 3    | 廣川     | 2    | 2    | 福の花   | 4    | 8    |
| 房錦   | 2    | 2    | 富士錦   | 2    | 5    | 藤ノ川   | 1    | 3    | 二子岳   | 2    | 5    |
| 前田川 | 1    | 2    | 前乃山   | 1    | 4    | 増位山   | 2    | 0    | 三重ノ海 | 1    | 1    |
| 禊鳳   | 2    | 2    | 明武谷   | 5    | 7    | 陸奥嵐   | 0    | 5    | 豊山     | 1    | 7    |
| 吉王山 | 1    | 0    | 義ノ花   | 3    | 3    | 龍虎     | 1    | 4    | 若杉山   | 4    | 2    |
| 若秩父 | 5    | 3    | 若天龍   | 5    | 6    | 若浪     | 8    | 7    | 若鳴門   | 4    | 2    |
| 若ノ國 | 0    | 1    | 若乃洲   | 3    | 2    | 若羽黒   | 0    | 3    | 若二瀬   | 2    | 3    |
| 若見山 | 2    | 1    |          |      |      |          |      |      |          |      |      |

## 改名歴
- 亀山 健治（かめやま けんじ）1957年5月場所-1959年3月場所
- 若乃峯 健治（わかのみね -）1959年5月場所-1961年9月場所
- 淺瀬川 健次（あさせがわ けんじ）1961年11月場所-1967年11月場所
- 淺瀬川 剛也（あさせがわ たけや）1968年1月場所-1971年5月場所

## 年寄変遷
- 浦風 剛也（うらかぜ たけや）1971年5月-1975年1月